# Basigonia anisorrhopa
Basigonia anisorrhopa is een vlinder van de familie van de bladrollers (Tortricidae). De wetenschappelijke naam van deze soort is voor het eerst voorgesteld als Olethreutes anisorrhopa door Alexey Diakonoff in een publicatie uit 1983.
De soort komt voor in Nigeria, Kameroen, Gabon, Tanzania en op Madagaskar.